# Leichtathletik-Europameisterschaften 1998/Medaillenspiegel
Dies ist der Medaillenspiegel der Leichtathletik-Europameisterschaften 1998, welche vom 18. bis zum 23. August im ungarischen Budapest ausgetragen wurden. Bei identischer Medaillenbilanz sind die Länder auf dem gleichen Rang geführt und alphabetisch geordnet.
| Medaillenspiegel | Medaillenspiegel | Medaillenspiegel | Medaillenspiegel | Medaillenspiegel | Medaillenspiegel |
| Platz            | Land             | Gold             | Silber           | Bronze           | Gesamt           |
| ---------------- | ---------------- | ---------------- | ---------------- | ---------------- | ---------------- |
| 1                | Großbritannien   | 9                | 4                | 3                | 16               |
| 2                | Deutschland      | 8                | 7                | 8                | 23               |
| 3                | Russland         | 6                | 9                | 7                | 22               |
| 4                | Polen            | 3                | 4                | 1                | 8                |
| 5                | Rumänien         | 3                | 2                | 2                | 7                |
| 6                | Ukraine          | 3                | 2                | 1                | 6                |
| 7                | Italien          | 2                | 4                | 3                | 9                |
| 8                | Portugal         | 2                | 3                | 1                | 6                |
| 9                | Spanien          | 2                | 1                | 4                | 7                |
| 10               | Frankreich       | 2                | 1                | 1                | 4                |
| 11               | Irland           | 2                | –                | 1                | 3                |
| 12               | Ungarn           | 1                | 1                | –                | 2                |
| 13               | Bulgarien        | 1                | –                | 3                | 4                |
| 14               | Griechenland     | 1                | –                | 2                | 3                |
| 15               | Estland          | 1                | –                | –                | 1                |
| 16               | Finnland         | –                | 2                | 1                | 3                |
| 16               | Tschechien       | –                | 2                | 1                | 3                |
| 18               | Schweiz          | –                | 1                | 1                | 2                |
| 19               | Lettland         | –                | 1                | –                | 1                |
| 19               | Litauen          | –                | 1                | –                | 1                |
| 19               | Schweden         | –                | 1                | –                | 1                |
| 19               | Slowenien        | –                | 1                | –                | 1                |
| 23               | Niederlande      | –                | –                | 1                | 1                |
| 23               | Norwegen         | –                | –                | 1                | 1                |
| 23               | Österreich       | –                | –                | 1                | 1                |
| 23               | Belarus          | –                | –                | 1                | 1                |
| Gesamt           | Gesamt           | 46               | 47               | 44               | 137              |